# Pāvels Doroševs
Pāvels Doroševs (ur. 19 października 1980 w Rydze) – łotewski piłkarz grający na pozycji bramkarza.

## Kariera klubowa
Doroševs profesjonalną karierę zaczął w klubie Skonto FC, nie mógł jednak liczyć na regularne występy, postanowił więc spróbować sił w innym miejscu. Zaliczył krótkie pobyty w PFK Daugava, Dinaburg FC, FK Jurmala i FK Rīga. W 2005 roku powrócił do Skonto FC i tym razem znacznie częściej pojawiał się na boisku. Zimą 2009 roku wyjechał do Azerbejdżanu, gdzie został graczem FK Qəbələ. W 2012 roku powrócił na Łotwę, spędził 1,5 sezonu w Liepājas Metalurgs, a latem 2013 roku znów trafił do Azerbejdżanu, tym razem do Neftçi PFK.

## Kariera reprezentacyjna
W reprezentacji Łotwy zadebiutował 22 maja 2012 roku w towarzyskim meczu przeciwko Polsce. Na boisku przebywał przez pełne 90 minut.
| Mecze i gole w reprezentacji | Mecze i gole w reprezentacji | Mecze i gole w reprezentacji      | Mecze i gole w reprezentacji | Mecze i gole w reprezentacji | Mecze i gole w reprezentacji | Mecze i gole w reprezentacji |
| #                            | Data                         | Stadion                           | Rywal                        | Wynik                        | Gol                          | Rozgrywki                    |
| 2012                         | 2012                         | 2012                              | 2012                         | 2012                         | 2012                         | 2012                         |
| ---------------------------- | ---------------------------- | --------------------------------- | ---------------------------- | ---------------------------- | ---------------------------- | ---------------------------- |
| 1.                           | 22.05.2012                   | Klagenfurt am Wörthersee, Austria | Polska                       | 0:1                          | 0                            | towarzyski                   |
| 2013                         |                              |                                   |                              |                              |                              |                              |
| 2.                           | 24.05.2013                   | Doha, Katar                       | Katar                        | 1:3                          | 0                            | towarzyski                   |
| 3.                           | 28.05.2013                   | Duisburg, Niemcy                  | Turcja                       | 3:3                          | 0                            | towarzyski                   |

## Sukcesy
Skonto
- Mistrzostwo Łotwy: 2000, 2001
- Puchar Łotwy: 2000, 2001